# Astragalus atropubescens
Astragalus atropubescens är en ärtväxtart som beskrevs av John Merle Coulter och Elmon McLean Fisher. Astragalus atropubescens ingår i släktet vedlar, och familjen ärtväxter. Inga underarter finns listade i Catalogue of Life.